# Stiletto (album)
Pour les articles homonymes, voir Stiletto.
Albums de Lita Ford
Lita
(1988) Dangerous Curves
(1991)
Stiletto est le 4e album studio de Lita Ford sorti en 1990 ...

 Le disque comporte plusieurs hits: Hungry; Lisa & Only Women Bleed une reprise d'Alice Cooper...

## Liste des morceaux
1. Your Wake Up Call - 1:59 - (L.Ford, D.Ezrin, M.Grombacher, D.Nossov)
2. Hungry - 4:57 - (L.Ford, M.Dan Ehmig)
3. Dedication - 3:34 - (M. Chapman)
4. Stiletto - 4:37 - (L.Ford, H.Knight)
5. Lisa - 4:45 - (L.Ford, M.Dan Ehmig)
6. The Ripper - 5:20 - (L.Ford, M.Dan Ehmig)
7. Big Gun - 4:37 - (L.Ford, M.Grombacher, D.Nossov)
8. Only Women Bleed - 6:03 - (A.Cooper, D.Wagner)
9. Bad Boy - 3:59 - (L.Ford, M.Spiro)
10. Aces & Eights - 4:20 - (L.Ford, M.Grombacher, K.Savigar)
11. Cherry Red - 4:09 - (L.Ford, M.Dan Ehmig)
12. Outro - 1:56 - (L.Ford, D.Ezrin, M.Grombacher, D.Nossov)

## Single
- 1990: Hungry
- 1990: Lisa

## Musiciens

### Composition du groupe
- Lita Ford: Chants & Guitare
- Don Nossov: Basse
- David Ezrin: Claviers
- Myron Grombacher: Batterie

### Musiciens additionnel
- Tim Lawless: Chœurs
- Ozzie Melendez: Chœurs
- Kevin Osbourne: Chœurs & Trombone
- Mike Chapman: Chœurs & Producteur
- Barry Danielian: Chœurs
- Pablo Calogero: Saxophone baryton
- Richie Cannata: Saxophone ténor